# Eucera
Eucera is een geslacht van vliesvleugelige insecten uit de familie van de bijen en hommels (Apidae). De wetenschappelijke naam is gepubliceerd in 1770  door Giovanni Antonio Scopoli.
Eucera komt voor in het Holarctisch gebied. Er zijn meer dan 200 soorten bekend, waarvan 78 in Europa.
Het zijn solitaire bijen. De wijfjes leggen hun eitjes in nesten in de grond. Deze bijen worden weleens "langhoornbijen" genoemd, omwille van de kenmerkende lange voelsprieten van de mannetjes. De eerste soort die Scopoli noemde in dit geslacht was trouwens de gewone langhoornbij (Eucera longicornis), die planten uit de vlinderbloemenfamilie waaronder rode klaver, luzerne en heggenwikke bestuift.

## Soorten
- E. acerba (Cresson, 1879)
- E. actuosa (Cresson, 1878)
- E. aequata Vachal, 1907
- E. afghana Tkalcu, 1978
- E. albescens (Timberlake, 1969)
- E. alborufa (Radoszkowski, 1872)
- E. alfkeni Risch, 2003
- E. algeriensis Dalla Torre, 1896
- E. algira Brullé, 1840
- E. alopex Risch, 1999
- E. alternans (Brullé, 1832)
- E. amoena (Zavortink, 1982)
- E. amsinckiae (Timberlake, 1969)
- E. andreui (Dusmet y Alonso, 1926)
- E. angustifrons (Timberlake, 1969)
- E. arachosiae Tkalcu, 1978
- E. aragalli (Cockerell, 1904)
- E. argyrophila (Cockerell, 1909)
- E. armeniaca (Morawitz, 1878)
- E. atrata Klug, 1845
- E. atricornis Fabricius, 1793
- E. atriventris (Smith, 1854)
- E. atroalba (Pérez, 1895)
- E. bakeri (Timberlake, 1973)
- E. barbiventris Pérez, 1902
- E. basizona (Spinola, 1839)
- E. belfragei (Cresson, 1872)
- E. bidentata Pérez, 1887
- E. birkmanniella (Cockerell, 1906)
- E. biscrensis (Alfken, 1933)
- E. brevitarsis Risch, 1997
- E. caerulescens Friese, 1899
- E. californica (Cresson, 1878)
- E. carinata (Timberlake, 1961)
- E. carolinensis Dalla Torre, 1896
- E. caspica Morawitz, 1873
- E. cassandra Nurse, 1904
- E. cercidis (Timberlake, 1969)
- E. cineraria Eversmann, 1852
- E. cinnamomea Alfken, 1935
- E. clypeata Erichson, 1835
- E. codinai Dusmet y Alonso, 1926
- E. collaris Dours, 1873
- E. commixta Dalla Torre & Friese, 1895
- E. conditi (Timberlake, 1969)
- E. conformis (Timberlake, 1969)
- E. cordleyi (Viereck, 1905)
- E. cuniculina Klug, 1845
- E. curvitarsis Mocsáry, 1879
- E. cypria Alfken, 1933
- E. chinensis (Smith, 1854)
- E. chrysobotryae (Cockerell, 1908)
- E. chrysophila (Cockerell, 1914)
- E. chrysopyga Pérez, 1879
- E. dalmatica Lepeletier, 1841
- E. deceptrix Smith, 1879
- E. decipiens Alfken, 1935
- E. decolorata Gribodo, 1924
- E. delphinii (Timberlake, 1969)
- Eucera dentata amseli (Alfken, 1938)
- E. diana Nurse, 1904
- E. digitata Friese, 1896
- E. dimidiata Brullé, 1832
- E. discoidalis Morawitz, 1878
- E. distincta Lepeletier, 1841
- E. distinguenda (Morawitz, 1875)
- E. dorsata (Timberlake, 1969)
- E. douglasiana (Cockerell, 1906)
- E. doursana Dalla Torre & Friese, 1894
- E. dubitata (Cresson, 1878)
- E. ebmeri Risch, 1999
- E. edwardsii (Cresson, 1878)
- E. elongatula Vachal, 1907
- E. eucnemidea Dours, 1873
- E. excisa Mocsáry, 1879
- E. fasciata Risch, 1999
- E. fasciatella Lepeletier, 1841
- E. fedtschenkoi Dalla Torre, 1896
- E. ferghanica Morawitz, 1875
- E. ferruginea Lepeletier, 1841
- E. flavicornis Risch, 2003
- E. floralia (Smith, 1854)
- E. frater (Cresson, 1878)
- E. friesei Risch, 2003
- Eucera fulvescens (Giraud, 1863)
- E. fulvitarsis (Cresson, 1878)
- E. fulviventris (Smith, 1854)
- E. fulvohirta (Cresson, 1878)
- E. furfurea Vachal, 1907
- E. gaullei Vachal, 1907
- Eucera gennargentui Nobile, Catania & Bella, 2021
- E. genofevae Vachal, 1907
- E. gracilipes Pérez, 1895
- E. graeca Radoszkowski, 1876
- Eucera graja (Eversmann, 1852)
- E. grandis (Fonscolombe, 1846)
- E. hamata (Bradley, 1942)
- E. helvola Klug, 1845
- E. hermoni Risch, 2003
- E. hirsuta Morawitz, 1875
- E. hirsutissima (Cockerell, 1916)
- E. hispaliensis Pérez, 1902
- E. hispana Lepeletier, 1841
- E. hungarica Friese, 1896
- E. hurdi (Timberlake, 1969)
- E. ignota (Timberlake, 1969)
- E. illinoensis (Robertson, 1902)
- E. interrupta Bär, 1850
- E. jacoti (Cockerell, 1930)
- Eucera julliani (Perez, 1879)
- E. kilikiae Risch, 1999
- E. kullenbergi Tkalcu, 1978
- E. kyrenaica Friese, 1923
- E. lanata Sitdikov, 1988
- E. lanuginosa Klug, 1845
- E. latipes Risch, 1997
- E. laxiscopa Alfken, 1935
- E. lepida (Cresson, 1878)
- E. longicornis (Linnaeus, 1758) - gewone langhoornbij
- E. lucasi (Gribodo, 1893)
- E. lunata (Timberlake, 1969)
- E. lutziana (Cockerell, 1933)
- E. lycii (Cockerell, 1897)
- Eucera malvae (Rossi, 1790)
- E. maroccana (Dusmet y Alonso, 1928)
- E. mastrucata (Morawitz, 1875)
- E. matalae Tkalcu, 2003

- E. mauritaniae Tkalcu, 1984
- E. maxima Tkalcu, 1987
- E. mediterranea Friese, 1896
- E. melanocephala Morawitz, 1875
- E. metallescens (Morawitz, 1888)
- E. microsoma Cockerell, 1922
- E. minulla Risch, 2003
- E. mohavensis (Timberlake, 1969)
- E. monozona (Timberlake, 1969)
- E. monticola Risch, 2003
- E. moricei Alfken, 1935
- Eucera nana (Morawitz, 1873)
- E. nigrescens Pérez, 1879 - zuidelijke langhoornbij
- E. nigrifacies Lepeletier, 1841
- E. nigrilabris Lepeletier, 1841
- E. nigripes Klug, 1845
- E. nigrita Friese, 1895
- E. nipponensis (Pérez, 1911)
- E. nitidiventris Mocsáry, 1879
- E. notata Lepeletier, 1841
- E. numida Lepeletier, 1841
- E. obliterata Pérez, 1896
- E. occidentalis Risch, 1999
- E. oraniensis Lepeletier, 1841
- E. oreophila Risch, 2003
- E. pagosana (Cockerell, 1925)
- E. pallidihirta (Timberlake, 1969)
- E. pannonica Mocsáry, 1878
- E. paraclypeata Sitdikov, 1988
- E. parnassia Pérez, 1902
- E. pedata Dours, 1873
- E. pekingensis Yasumatsu, 1946
- E. penicillata Risch, 1997
- E. phaceliae (Cockerell, 1911)
- E. pici Vachal, 1907
- E. pitalomasa (Dover, 1925)
- E. polita Pérez, 1895
- E. pollinaris (Kirby, 1802)
- E. pomeranzevii (Morawitz, 1888)
- E. pomona Nurse, 1904
- E. popovi Sitdikov, 1988
- E. primiveris (Timberlake, 1969)
- E. pseudeucnemidea Risch, 1997
- E. pulveracea Dours, 1873
- E. punctatissima Pérez, 1895
- E. puncticollis Morawitz, 1876
- E. punctissima de Gaulle, 1908
- E. punctulata Alfken, 1942
- E. pusilla Morawitz, 1875
- E. pythagoras Risch, 2003
- E. quadricincta (Timberlake, 1969)
- E. quilisi (Dusmet y Alonso, 1926)
- E. rosae (Robertson, 1900)
- E. ruficollis (Brullé, 1832)
- E. rufipes Smith, 1879
- E. salamita Vachal, 1907
- E. seminuda Brullé, 1832
- E. serraticornis Risch, 1999
- E. sociabilis Smith, 1873
- E. sogdiana Morawitz, 1875
- E. spatulata Gribodo, 1893
- E. speciosa (Cresson, 1878)
- E. spectabilis (Morawitz, 1875)
- E. speculifer Pérez, 1911
- E. spinipes Risch, 2003
- E. spurcatipes Pérez, 1911
- E. squamosa Lepeletier, 1841
- E. stretchii (Cresson, 1878)
- E. suavis (Cresson, 1878)
- E. subrufa Lepeletier, 1841
- E. syriaca Dalla Torre, 1896
- E. taurica Morawitz, 1871
- E. tegularis Morawitz, 1875
- E. territella (Cockerell, 1909)
- E. texana (Timberlake, 1969)
- E. thoracica Spinola, 1839
- E. tibialis Morawitz, 1875
- E. transitoria (Morawitz, 1875)
- E. tricincta Erichson, 1835
- E. tricinctella (Timberlake, 1969)
- E. troglodytes Risch, 2003
- E. truttae (Cockerell, 1905)
- E. tuberculata (Fabricius, 1793)
- E. turcomannica (Morawitz, 1880)
- E. vachali Pérez, 1895
- E. velutina (Morawitz, 1873)
- E. venusta (Timberlake, 1961)
- E. vernalis (Morawitz, 1875)
- E. vicina (Morawitz, 1876)
- E. vidua Lepeletier, 1841
- E. virgata (Cockerell, 1905)
- E. vittulata Noskiewicz, 1934
- E. vulpes Brullé, 1832
- E. warnckei Risch, 1999
- E. yunnanensis (Wu, 2000)
- E. zeta Dalla Torre, 1896
- E. zonata (Timberlake, 1969)